# Xantofusina
La xantofusina es un metabolito aislado de Fusicoccum sp. Exhibe una fuerte actividad antifungal contra Oomycetes, tales como Phytophthora infestans. Es un ácido 4-ilidentetrónico al igual que la patulina y el ácido multicólico. 

## Biosíntesis
Breinholt y colaboradores realizaron experimentos de incorporación isotópica con [Me-2H3]-metionina, [1-13C] y [1,2-13C2]- acetato. Los resultados mostraron que los grupos metilo de la xantofusina provienen de la metionina vía S-Adenosil metionina, y el resto de los carbonos corresponden a tres unidades de acetato vía biosíntesis de policétidos (El posible precursor es un ácido triacético).

## Síntesis
Se han aplicado métodos para sintetizar xantofusina y otros tetronatos en presencia de telururos de litio o sodio.